# Abantidas
Abantidas (altgriechisch Ἀβαντίδας Abantídas; † 252 v. Chr.) war von 264 bis 252 v. Chr. Tyrann der antiken griechischen Stadt Sikyon.
Abantidas war als Sohn des Paseas ein vornehmer Bürger von Sikyon. Er ließ 264 v. Chr. den mit ihm verschwägerten Kleinias töten, der Tyrann der Stadt und Vater des Aratos war. So konnte sich Abantidas zum neuen Machthaber der Stadt aufschwingen. Er ließ die Freunde und Verwandten des Ermordeten töten oder verbannen; dabei entkam der damals erst siebenjährige Aratos nur knapp dem Tod, indem er sich in das Haus der Soso, der Schwester des Tyrannen, flüchtete. Als gebildeter Mann interessierte sich Abantidas für die Wissenschaft und lauschte häufig den von Deinias und Aristoteles dem Dialektiker auf dem Markt der Stadt veranstalteten philosophischen Diskursen. 252 v. Chr. wurde er während einer solchen Disputierübung von seinen Feinden unter Komplizenschaft der beiden Rhetoren erschlagen. Ihm folgte sein Vater Paseas als Tyrann der Stadt.
Die antiken Autoren, die über Abantidas informieren, sind Plutarch und Pausanias.